# Henrik Dalsgaard
Henrik Dalsgaard (* 27. Juli 1989 in Roum) ist ein dänischer Fußballnationalspieler, der momentan beim dänischen Erstligisten Aarhus GF unter Vertrag steht.

## Karriere

### Vereine
Dalsgaard begann seine Karriere beim unterklassigen dänischen Team Møldrup/Tostrup IF. 2009 wurde er von Aalborg BK entdeckt und verpflichtet. Sein erstes Spiel für das neue Team bestritt er beim 1:1 am 11. Mai 2009 gegen Aarhus GF, als er in der 82. Spielminute für Luton Shelton eingewechselt wurde. Sein erstes Tor für Aalborg erzielte er beim 2:2 gegen den FC Nordsjælland am 31. Mai 2009. Eigentlich als Stürmer verpflichtet, kam Dalsgaard in seinen ersten Spielen jedoch als rechter Außenbahnspieler zum Einsatz. Im Laufe der Zeit rückte er noch weiter nach hinten, bis er sich als rechter Verteidiger schließlich einen Stammplatz erkämpfen konnte. Im Januar 2016 wechselte er schließlich in die belgische erste Liga zum SV Zulte Waregem, für den er sein Debüt am 15. Januar 2016 bei der 1:2-Niederlage gegen den KRC Genk gab und sein erstes Tor am darauffolgenden Spieltag beim 2:2 gegen Oud-Heverlee Löwen erzielte. Zu Beginn der Saison 2016/17 fiel Dalsgaard zunächst mit einer Hüftverletzung aus, eroberte sich aber ab Januar 2017 seinen Stammplatz zurück.
Zur Saison 2017/18 wechselte Dalsgaard zum FC Brentford. Dort ersetzte er schnell den vormaligen Stamm-Rechtsverteidiger Maxime Colin. Nach einer Fersenverletzung am 1. November 2017 in der Partie gegen Birmingham City musste er für drei Monate pausieren und im Verlauf der Saison 2018/19 übernahm er häufiger in der Dreierabwehrkette die Rolle des Innenverteidigers auf der rechten Seite. Im Verlauf der Saison 2019/20 wurde er zum Vize-Kapitän befördert und zu seinen insgesamt 47 Pflichtspieleinsätzen gehörten die Play-off-Spiele zum Aufstieg in die Premier League. Dabei schoss er beim 1:2 im Finale gegen den FC Fulham den späten Anschlusstreffer in der Verlängerung. Zum Abschluss der regulären Zweitligasaison 2020/21 verpasste er verletzungsbedingt die letzten neun Partien, kehrte dann aber zu den erneuten Ausscheidungsspielen in die Mannschaft zurück. Im zweiten Anlauf gelang nun der Aufstieg in die Premier League, wobei er beim 2:0-Erfolg im Endspiel gegen Swansea City nach der Auswechslung von Pontus Jansson für gut zehn Minuten die Kapitänsarmbinde trug.
Anfang Juli 2021 kehrte er ablösefrei in seine dänische Heimat zurück und unterzeichnete beim Erstligisten FC Midtjylland einen Dreijahresvertrag. Nachdem er mit Midtjylland als Kapitän die dänische Meisterschaft errungen hatte, wechselte Dalsgaard zur Saison 2024/25 ablösefrei zu Aarhus GF.

### Nationalmannschaft
Dalsgaard spielte für die dänische U-21 und absolvierte auch ein Spiel für die U-20. Mit der U-21 spielte er bei der Europameisterschaft 2011 im eigenen Land, bei der Dänemark jedoch bereits in der Gruppenphase scheiterte. Beim Spiel gegen Belarus stand er in der Startelf, gegen die Schweiz und gegen Island wurde er eingewechselt. Beim 2:1-Sieg im Freundschaftsspiel gegen Island am 24. März 2016 gab Dalsgaard sein Debüt für die dänische A-Nationalmannschaft. Zwewi Jahre später war Dalsgaard Teil des dänischen Kaders, der bei der WM-Endrunde 2018 in Russland die Gruppenphase überstand, danach aber an Kroatien scheiterte. Er absolvierte dabei alle vier Partien über die jeweils gesamte Spieldauer. Bei der anschließend 2021 ausgetragenen Europameisterschaft nahm er nicht teil.

## Erfolge und Auszeichnungen
Aalborg BK
- Dänischer Meister: 2014
- Dänischer Pokalsieger: 2014

SV Zulte Waregem
- Belgischer Pokalsieger: 2017

FC Midtjylland
- Dänischer Pokalsieger: 2022
- Dänischer Meister: 2024